# Руссо, Доменико
Доменико Руссо (итал. Domenico Russo; 2 июля 1831, Никотера — 13 января 1907, Никотера) — итальянский художник.
Начал заниматься живописью в 1845 году под впечатлением от работы художника Винченцо Базиле, прибывшего в Никотеру из Тропеи, чтобы сделать посмертный портрет одного из жителей города. Самостоятельно изготовив из подручного материала кисти и палитру, 14-летний мальчик нарисовал портрет служанки, который произвёл впечатление на жителей городка, к 1848 году собравших достаточную сумму для того, чтобы направить одарённого юношу учиться в Неаполитанскую академию изящных искусств. В академии учился у Доменико Морелли, Джузеппе Манчинелли и Камилло Гуэрры.
В 1854 году вернулся в свой родной город, где и провёл всю жизнь, изредка отлучаясь для работы в соседние города — Тропею, Лимбади, Милето, Оппидо-Мамертина, Ромбьоло. Расписал две городские церкви, автор многочисленных портретов. Открыл в Никотере художественную школу и первую фотостудию.